# Mikoto Yamaguchi
Mikoto Yamaguchi (8 de septiembre de 1979, Fukuoka) es un mangaka japonés. Entre sus obras más reconocidas se encuentra Dead Tube y Tomodachi Game.

## Obras Principales

### Dead Tube
Artículo principal: Dead Tube
Manga de género ecchi y gore, trata sobre un portal de internet llamado Dead Tube donde los usuarios pueden subir todo tipo de videos y ganar mucho dinero con ellos, los videos más populares tratan sobre asesinatos en masa, suicidio, terrorismo, videos sunff y violaciones. Cualquier delito cometido en Dead Tube es legal, la persona o personas cuyo video obtenga pocas visitas tendrá que pagar por los crímenes de todos los participantes.

### Gun x Clover
Artículo principal: Gun x Clover
Manga de género ecchi, harem y acción, la historia transcurre en el Colegio Mikado, este centro incentiva a los mejores estudiantes para que se destaquen como mercenarios y guardaespaldas de élite. Morito Hayama, un estudiante novato sin ningún rango, se le asigna proteger a una persona tan valiosa e importante que ningún escolta anterior ha sobrevivido a tal misión. Su objetivo principal ahora es la protección y la supervivencia de Kotonoha Nanase.

### Kurenai no Assassin
Artículo principal: Kurenai no Assassin
Manga de género ecchi, acción y comedia, la historia transcurre en un mundo donde hay asesinos con habilidades excepcionales. El más peligroso en este mundo es Crimson, el exlíder del Gremio de Asesinos Yuuyami, el hombre que mató al líder del país, el Rey Marte. Debido a esto se ha decretado una gran recompensa a quien lo capture, además se convertirá en el esposo de la princesa convirtiéndose en el próximo rey. 
Virgil es un chico pelirrojo y parece una chica. Viaja con una compañía de espectáculos mientras busca a su hermano gemelo Serge. Sus rasgos peculiares parecen haber coincidido con las características conocidas del Asesino de Crimson. Los siguientes eventos lo llevarán a descubrir el misterio detrás de la muerte del rey y la identidad del Asesino de Crimson.

### Mayonaka no X Giten
Artículo principal: Mayonaka no X Giten
También conocida como Mayonaka no Cross Method o Mayonaka no X Method Hiroki. Es un manga de género fantasia i drama. Trata sobre Kamiya, un joven de 24 años que cree que las mujeres lo tienen todo más fácil. 
Todos los días su hermana Yui holgazanea, juega y no hace absolutamente nada. Una noche, después de que Hiroki actualice su "Diario de observación", recibe un mensaje misterioso que le dice cómo convertirse en una niña. Al principio lo descarta como una estafa; sin embargo, después de una discusión con su hermana, sigue las instrucciones para experimentar la vida despreocupada de una niña. El método permite a una persona intercambiar cuerpos con un extraño, dejando que alguien entre en tu cuerpo mientras tú entras en el de otro.
Después de pasar dos horas en el cuerpo de una niña, Hiroki regresa al suyo pero se encuentra con una visión impactante: el cadáver ensangrentado de Yui en sus brazos y un cuchillo apretado en sus manos. ¿Quién entró en su cuerpo mientras él no estaba y por qué asesinaron a su hermana? El primer protagonista de Hiroki es la chica en cuyo cuerpo entró: Mikuni Mikuriya, un ídol famosa. Desesperado por respuestas, hará todo lo que sea necesario para hacer justicia al asesino de su hermana.

### Saiteihen no Otoko
Artículo principal: Saiteihen no Otoko
Manga de género Seinen. La historia nos lleva a la vida cotidiana de Murai Masahiko, un estudiante de secundaria, que sufre por culpa de sus compañeros de clase y es considerado un perdedor por toda la secundaria. Pero al menos no es el mayor perdedor de su clase. Ese título pertenece a Yamada, un individuo apestoso y repugnante que de repente termina con una novia, lo que significa que Masahiko es ahora el residente de la clase. Para salvarse de una mayor desgracia, decide mentir y decirles a todos que está en una relación a larga distancia con una chica llamada Haruka Mizusawa, su amiga de la infancia.
Sin embargo, Masahiko recibe la sorpresa de su vida cuando Haruka se transfiere a su clase al día siguiente. Ella declara con orgullo que está saliendo con Masahiko, y todo parece ir como él quiere. Solo hay un problema, Haruka murió hace cinco años.

### Shinigami-sama ni Saigo no Onegai wo
Artículo principal: Shinigami-sama ni Saigo no Onegai wo
Manga de género shonen, misterio y drama. La protagonista de este manga, Aida Shizuka será ejecutada en 3 dias por haber assesinado cruelmente a toda su familia. Es entonces cuando un shinigami viene a visitarla, és su hermana pequeña, Hibiki, que ha venido a asegurarse de que su alma vaya al infierno.
Hibiki tiene otra misión, debe cumplir el último deseo de una niña moribunda, llevarse a su hermano con ella. 
Pronto, se hace evidente que las personas no son tan simples como parecen, e incluso la culpabilidad de Shizuka es incierta. Hibiki y Shizuka prometen buscar juntas la verdad sobre la muerte de su familia, y no dejarán que la vida, la muerte o los problemas en la otra vida se interpongan en su camino.

### Tomodachi Game
Artículo principal: Tomodachi Game
Manga de género shonen y psicológico. El protagonista, Katagiri Yuuichi considera que la amistad es más importante el dinero. Trabaja duro para ahorrar y poder ir al viaje de la escuela secundaria, porque les ha prometido a sus cuatro mejores amigos que irán todos juntos. Toda la clase recolecta dinero para poder ir de viaje, es entonces cuando desaparece.La sospecha del robo recae en dos de los amigos de Yuuichi, Sawaragi Shiho y Shibe Makoto.
Poco después, los cinco son secuestrados y se despiertan en una habitación extraña con un personaje de un anime de corta duración. Aparentemente, uno de ellos les ha metido en un "juego de la amistad" para poder pagar su enorme deuda. Yuuichi y sus mejores amigos tendrán que triunfar en juegos psicológicos que pondrán a prueba o destruirán su fe el uno en el otro.